# Bamanariket

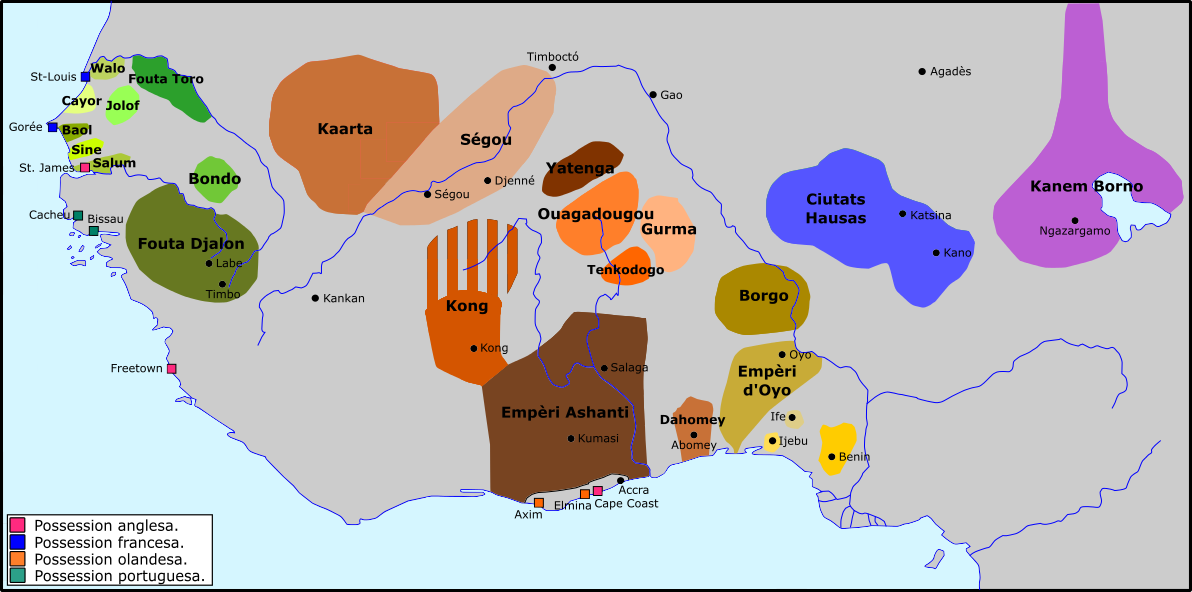
Västafrika under 1700-talet.

Bamanariket (även Bambarariket eller Ségouriket) var en av de största staterna i Västafrika mellan 1712 och 1861.:408 Dess huvudstad var Ségou. Tillsammans med Kaarta var riket ett av de viktigaste efterföljarna till Songhairiket. Staten växte fram från ett kungarike som etablerades 1640. Under Bitòn Coulibaly växte riket till ett mäktigt imperium i början av 1700-talet. Imperiet existerade som en centraliserad stat från 1712 fram till invasionen 1861 av Toucouleurriket under El Hadj Umar Tall, vilket i sin tur uppgick i Franska Västafrika 1893.